# 십육대국
십육대국(산스크리트어: महाजनपद 마하자나파다)은 고대 인도의 일군의 왕국들을 칭하는 낱말로, "마하자나파다"의 문자 그대로의 의미는 "대 영역들(great realms)"이라는 뜻이다. 앙굿따라 니까야와 같은 팔리어 불교 경전에서는 16대국이 여러 번 언급되어 있다. 십육대국 국가들은 오늘날 북인도 지역에 해당하는 아리아바르타 지역을 중심으로 퍼져 있었다. 고대 인도의 정치적인 구조는, 반(半)유목 종족의 부족 수를 헤아릴 때 사용한 "자나(Jana)"라는 부족 단위로부터 시작된 것으로 보이는데, 초기 베다 문헌에 따르면, 몇몇 아리아인 자나들 또는 부족들이 자신들 서로 간에 싸우거나 또는 비(非)아리아족과 싸웠다. 이들 베다 시대(1500–500 BC) 초기의 자나들은 인도 서사 시대(Epic India: 800 BC-200 AD)의 자나파다스로 발전하였다. 고대 인도의 힌두교 서사시인 라마야나와 마하바라타는 이 시대를 배경으로 하고 있다.

## 역사
베다 시대 후기부터 북인도 지역에서는 자나파다 국가들 중 강대한 세력을 지닌 국가들이 주변 자나파다 소국들을 합병시킨 후 총 16개의 자나파다가 살아남아 십육대국을 형성하였다. 인도 서사시의 2대 작품으로 꼽히는 라마야나와 마하바라타가 이 시기를 배경으로 하고 있는 점 때문에 이 시대를 인도 서사 시대라고 부르기도 한다. 기원전 2세기 경 마가다 지역에서 일어난 마우리아 제국이 인도 아대륙 거의 대부분을 정복함으로써 십육대국 시대는 끝나게 되었다.

## 사회
이 시기부터 브라만교의 교리는 브라만과 야즈나 중심에서 우파니샤드를 필두로 하는 베단타 중심으로 변화화기 시작하였으며, 이러한 베단타의 사상은 불교와 자이나교와 같은 신생 종교의 형성에도 영향을 미쳤다. 그 외에 농업과 상공업 등이 발전하였으며 부농이나 자산가와 같은 신흥 지배 계급이 등장하기도 하기 시작하였다. 더불어 카스트 제도를 기반으로 하는 분업 시스템이 정립되었으며 파나라는 은 본위 단위의 주화를 주조하면서 화폐 경제가 본격적으로 활성화되었다.

## 목록
불교 경전과 자이나교 경전들에서는 고타마 붓다의 시대 이전부터 존재하였던 16대국을 부수적으로 언급하고 있다. 이들 경전에서는, 16대국 중 마가다를 제외하면 나라 이름 정도만 언급되어 있을 뿐 이들의 역사에 대해 알 수 있게 하는 구체적인 언급은 없다. 팔리어 불교 경전인 앙굿따라 니까야(증지부 · 增支部 · Anguttara Nikaya)에서는 16국의 목록이 들어 있다. (위 지도에서 오른쪽에서 왼쪽으로 · 위에서 아래로 나열)
1. 앙가
2. 밧지
3. 마가다 - 최초로 인도를 통일한 왕조인 마우리아 왕조의 전신이자, 십육대국 국가들 중 제일 막강했던 국가이다. 수도는 파탈리푸트라이다.
4. 카시 - 이 왕국의 수도인 바라나시는 힌두교의 최대 성지로, 힌두교에서 신성시 하는 강인 갠지스강과 맞닿아 있으며, 주로 시바 신을 숭배하였다.
5. 말라
6. 코살라 - 붓다의 출신지이자 라마야나의 주인공인 라마의 고향이며, 수도는 아요디아이다.
7. 밧사
8. 체디
9. 판찰라 - 마하바라타의 히로인인 드라우파디의 고향이다.
10. 수라세나
11. 쿠루 - 십육대국 중에서도 가장 초기에 형성된 국가로, 마하바라타의 주연들인 판다바들과 카우라바들의 고향이며, 수도는 하스티나푸라이다.
12. 아슈마카
13. 아반티
14. 마츠야
15. 간다라 - 간다라 불상 양식의 탄생지이며, 동시에 마하바라타에 등장하는 드리타라스트라 왕의 아내인 간다리의 고향이기도 하다.
16. 캄보자

## 같이 보기
- 인도아리아인
- 인도의 철기 시대
- 마가다-밧지 전쟁